# ミヒャエル・フリッシェンシュラーガー
ミヒャエル・フリッシェンシュラーガー（ドイツ語: Michael Frischenschlager、1935年10月31日 - ）は、オーストリア、ザルツブルク出身のヴァイオリニスト。室内楽奏者。ヴァイオリン教育者。ウィーン国立音楽大学名誉学長。徳島文理大学音楽学部名誉博士。
フリッツ・クライスラー国際コンクール会長、国際音楽コンクール世界連盟副会長、ヨーロッパ弦楽指導者協会オーストリア本部会長など歴任。

## 経歴
オーストリア、ザルツブルク生まれ。ザルツブルク、ケルン、ウィーン、ローマにてヴァイオリン、指揮法、音楽学を学ぶ。ヴァイオリンをテオドル・ミュラー、アンドレ・ジェルトレル、フランツ・サモヒル、ユーディ・メニューインの各氏に師事。ウィーン・ゾリステンやウィーン・フィルハーモニー管弦楽団などの著名なオーケストラで活動した。
1971年、ウィーン国立音楽大学教授に就任し、1984年、同大学弦楽器科学科長、1989年、同大学副学長を経て1992年から1996年まで同大学の学長を務める。教え子には小野明子、水上加奈子、マウロ・イウラート、マクシム・ブリリンスキーなどがいる。
1989年、フリッツ・クライスラー国際コンクール会長に就任。1990年にはインターナショナル・サマー・アカデミーを設立。2002年、徳島文理大学音楽学部名誉博士に就任。